# Bouguedra
Bouguedra é uma comuna rural (município) de Marrocos localizada na região de Marraquexe-Safim, província de Safim e circulo de Abda. Foi criada em 1959, tem uma área de 246 km² e 16.014 habitantes (em 2014). A sua principal localidade é Bouguedra com 1.948 habitantes (em 2014). O clima de Bouguedra é um  clima frio de estepe, sendo o mês de Agosto o mais quente e o mês de Janeiro o mais frio. A temperatura média é 30 °C.

## Referencias
1. ↑  Souaidy, Houda. «Population légale des régions, provinces, préfectures, municipalités, arrondissements et communes du royaume d'après les résultats du RGPH 2014 (16 régions)». Site de la Direction Régionale de Doukala-Abda (em francês). Consultado em 1 de junho de 2024
2. 1 2  «Inventaire communal 2010/2011». applications-web.hcp.ma. Consultado em 1 de junho de 2024
3. ↑  «Create Maps on Scribble Maps». www.scribblemaps.com (em inglês). Consultado em 31 de maio de 2024
4. 1 2  Haut Commissariat au Plan, Direction Provinciale du Plan de Safi (2015). «Population légale des régions, provinces, préfectures, municipalités, arrondissements et communes du royaume d'après les résultats du RGPH 2014 (16 régions)». www.hcp.ma. Consultado em 3 de maio de 2024
5. 1 2  «Bouguedra». Wikipedia (em sueco). 8 de outubro de 2022. Consultado em 1 de junho de 2024